# New Witten
New Witten és una població dels Estats Units a l'estat de Dakota del Sud. Segons el cens del 2000 tenia 51 habitants.

## Demografia
Segons el cens del 2000, New Witten tenia 51 habitants, 27 habitatges, i 15 famílies. La densitat de població era de 75,7 habitants per km².
Dels 27 habitatges en un 18,5% hi vivien nens de menys de 18 anys, en un 55,6% hi vivien parelles casades, en un 0% dones solteres, i en un 44,4% no eren unitats familiars. En el 40,7% dels habitatges hi vivien persones soles el 18,5% de les quals corresponia a persones de 65 anys o més que vivien soles. El nombre mitjà de persones vivint en cada habitatge era d'1,89 i el nombre mitjà de persones que vivien en cada família era de 2,53.
Per edats la població es repartia de la següent manera: un 13,7% tenia menys de 18 anys, un 3,9% entre 18 i 24, un 25,5% entre 25 i 44, un 29,4% de 45 a 60 i un 27,5% 65 anys o més.
L'edat mediana era de 47 anys. Per cada 100 dones de 18 o més anys hi havia 91,3 homes.
La renda mediana per habitatge era de 14.583 $ i la renda mediana per família de 26.250 $. Els homes tenien una renda mediana de 23.125 $ mentre que les dones 4.500 $. La renda per capita de la població era de 9.664 $. Cap de les famílies i el 20,5% de la població estaven per davall del llindar de pobresa.

## Poblacions més properes
El següent diagrama mostra les poblacions més properes.